# HI Parkes All Sky Survey
HI Parkes All Sky Survey, kratica HIPASS, radioastronomski pregled neba premjeren u valnoj dužini od neutralnog vodika (HI-crta, 21 cm). Premjeravanje je napravljeno 64 metarskim radio-teleskopom opservatorija Parkesa u Australiji. Na osnovi zemljopisnog smještaja (33° jug i 148° 15' isto) može ne može dohvatiti objekte sjeverno od približno 55° sjeverno. Zajedno s NRAO VLA Sky Survey time prikazuje cjelovitu sliku neba u području 21 centimetarske crte (crte neutralnog vodika).

## Weblinks
- Glavna stranica projekta  Arhivirana inačica izvorne stranice od 6. listopada 2016. (Wayback Machine)
- Stranica teleskopa